# Амітоз
Аміто́з — поділ клітинного ядра, який (на відміну від мітозу) відбувається без утворення веретена поділу, без спіралізації хромосом і без їх рівномірного розподілу. Трапляється рідко.
При амітозі ядро клітини без попередніх структурних змін ділиться на дві або більше частин. При цьому, на відміну від непрямого поділу клітини — каріокінезу, або мітозу, хромосоми не конденсуються. Після поділу ядра найчастіше ділиться і цитоплазма. В результаті амітозу дочірні клітини отримають приблизно однакову кількість материнської ДНК